# 岸本正壽
岸本 正壽（きしもと　まさとし、1935年12月12日 - ）は、日本の実業家。オリンパス光学工業で社長・会長を歴任した。

## 経歴
1954年に倉吉東高校を卒業。早稲田大学では法律相談部で活動し、1958年（昭和33年）3月に同大学法学部を卒業して同年4月に光学工業に入社。多くの同期と同様に本社勤務になると期待していたが、伊那市の顕微鏡工場勤務となった。しかし原価管理などで工場全体を把握できる職務にやりがいを感じたという。その後内視鏡など医療用光学機器の営業担当となり、医学雑誌などを読みながら精力的に業務をこなした。
その後ドイツに赴任し、下山敏郎とともに西ヨーロッパにおける市場開拓と販売網整備に努めた。ドイツ時代は毎月売上目標達成パーティーを職場で開き、帰宅は常に深夜で家族と顔を合わせる暇もないほど多忙だったが、仕事をつらいと感じた事はなかっという。1975年にオリンパス・ヨーロッパ所長となり、1984年にアメリカでオリンパスコーポレーション社長となるなど、約13年間にわたって欧米で勤務した。1985年（昭和60年）1月にオリンパス取締役となり、1987年（昭和62年）5月に同経理部長、1988年（昭和63年）1月に常務取締役に就任。バブル景気の中で渋谷区の社宅を売却し、約40億円の利益を上げている。
同年10月に経理部長兼広報室長、1990年（平成2年）6月に最年少の専務取締役に就き、同年10月に経理部担当兼広報室長となる。
1991年（平成3年）6月に代表取締役専務となり、株価が底を打ったと考えて同年秋から特定金銭信託の運用を増やしたが、見込みが外れて株価の下落が続き数十億円以上の含み損が発生したと見られている。1993年（平成5年）6月29日に下山の後を受けて代表取締役社長に就任した。1996年にデジタルカメラ事業に参入し、レンズ技術を活かしやすい高画質路線が功を奏して2年間で初期投資分を回収するなど事業立ち上げに成功している。1999年には、成長の予想されていたバイオテクノロジー事業への参入を決めた。
2001年（平成13年）6月に菊川剛に社長を替わり、代表取締役会長となった。2003年（平成15年）3月にオーストリア共和国有功大栄誉金章星付（Grand Decoration of Honour in Gold with Star for services to the Republic of Austria ）受勲、同年5月にアイ・ティー・エックスの顧問、さらに6月に取締役会長となっている。
2005年（平成17年）にオリンパスとITXの代表取締役会長をそれぞれ退任し、2006年（平成18年）5月にドイツ連邦共和国功労勲章大功労十字章、2007年（平成19年）5月に叙勲で旭日中綬章をそれぞれ受章した。
2011年のオリンパス事件では、前社長の下山および後任の菊川と共に三代にわたって関与した可能性があると報じられた。11月9日に下山は「やったとすれば財務部門。当時は岸本が財務担当役員だった」と述べている。11月10日に岸本は粉飾決算の認識を否定し、「事実とするならば、本当に残念なことだと思う。事実をしゃべるだけ」と述べるにとどまった。

## 関連書籍
- 経済人の名言〈下〉―勇気と知恵の人生訓　日本経済新聞社、2004年。　ISBN 978-4532192624
- 社長の書棚―決断をささえる一冊―　生産性出版、2011年。ISBN 978-4820119784　第3部 小説の中に何を見るのか(『小説上杉鷹山』